# Beauty and the Beast: The Enchanted Christmas
Beauty and the Beast: The Enchanted Christmas là phim điện ảnh kỳ ảo nhạc kịch Giáng Sinh phát hành tại gia của Mỹ năm 1997 do Walt Disney Television Animation sản xuất. Phim lấy bối cảnh trong dòng thời gian của phim điện ảnh Người đẹp và quái vật. Phim đã bán 7,6 triệu đĩa VHS vào năm 1997.